# Charles De Vlieger
Charles Emile Albert De Vlieger (Versailles, 24 oktober 1916 - Bonheiden, 2 februari 2009) was een Belgisch politicus voor de PVV.

## Levensloop
Hij was gemeenteambtenaar in Mechelen en liberaal volksvertegenwoordiger voor het kiesarrondissement Mechelen, vanaf 31 juli 1970, als eerste opvolger van de overleden Frans De Weert. Bij de verkiezingen van 1971 verdween hij uit het parlement en keerde niet meer terug.
Behalve het feit dat hij in de jaren 1950 secretaris was van het arrondissementeel liberaal verbond in Mechelen, is over hem niets te vinden. Hij komt hier voor ter vervollediging van het geheel van artikels gewijd aan de leden van het Belgisch parlement.
De geboortedatum 1916 lijkt juist te zijn, zoals vermeld in de Blauwe Wie is Wie en niet die van 1946 die bij Paul Van Molle vermeld wordt. Tenzij er twee naamgenoten zouden geweest zijn bij de Mechelse liberalen.
Het is niet uitgesloten dat hij de auteur is van België 150 jaar, voordracht door Charles De Vlieger gehouden in 1980 voor het Koninklijk Verbond der Kringen van Oud-Strijders en Gelijkgestelden van Mechelen.